# Martin Richter (Politiker, 1886)
Martin Richter (* 23. Februar 1886 in Dresden; † 18. Oktober 1954 ebenda) war ein deutscher Politiker (CDU). Er war Abgeordneter des Landtags von Sachsen.

## Leben
Richter entstammte einer Dresdner Arbeiterfamilie. Als Kind musste er vor Schulbeginn Milch austragen und so zum geringen Einkommen des Vaters für den Familienunterhalt bei zeitweise fünf Geschwistern beitragen. Nach der Schulzeit war er als Fabrikarbeiter tätig. Im Februar 1906 trat er in das Diakonenhaus Stephansstift in Hannover ein und wurde als Diakon, Krankenpfleger und Sozialarbeiter ausgebildet. Er betreute dann Kranke, Wanderarbeiter, Strafgefangene und Entlassene. Im Jahr 1907 schloss er sich der Christlich-Sozialen Partei an.
Von 1908 bis 1909 leistete er Militärdienst in einem Infanterieregiment in Königsberg, wurde nach einem Unfall vorzeitig entlassen und fand kurzzeitig in Dresden eine Stelle als Sanitätsgehilfe im Samariterverein. Während des Ersten Weltkriegs wurde er als Sanitäter eingesetzt und nach Kriegsende als Sanitäts-Vizefeldwebel entlassen. Nach dem Krieg wurde er in der christlichen Gewerkschaftsbewegung aktiv. Er wurde 1919 Mitglied der Deutschnationalen Volkspartei, trat aber 1928 aus der Partei aus und in die Bewegung des Christlich-Sozialen Volksdienstes (CSVD) ein. Zur gleichen Zeit erhielt er eine Anstellung in der Staatlichen Gefangenen- und Haftentlassenen-Fürsorge in Dresden, aus der er bereits im Frühjahr 1933 von den Nazis wegen „politischer Unzuverlässigkeit“ entfernt wurde.
Im Januar 1934 betraute ihn Hugo Hahn mit dem organisatorischen Aufbau des Pfarrernotbundes. Er wurde Reisesekretär und hauptamtlicher Geschäftsführer des Landesbruderrates der Bekennenden Kirche Sachsens. Er nahm an allen vier Bekenntnissynoden teil – 1934 in Barmen und Dahlem, 1935 in Augsburg und 1936 in Bad Oeynhausen – und war als Mitglied des Landesbruderrates jahrelang durch die sächsischen Bekenntnisgemeinden gereist, um sie über den neuesten Stand in der Auseinandersetzung mit den profaschistischen „Deutschen Christen“ zu informieren. Er wurde mehrfach verhaftet, immer wieder fanden Haussuchungen und Verhöre statt.
Während des Zweiten Weltkriegs wurde er im Juli 1941 als Sanitätsfeldwebel zur Wehrmacht einberufen. Er verrichtete seinen Dienst in verschiedenen Lazaretten in Sachsen und im Westen Deutschlands. Richter war u. a. im Zeithainer Krankenrevier und berichtete Widerstandskreisen über die schlimmen Zustände. Im April 1945 geriet er in französische Kriegsgefangenschaft und arbeitete im Kriegsgefangenenlager Weißenau  im Lazarett. Am 26. Juni 1945 wurde er entlassen. Nachdem er in Stuttgart mit Hugo Hahn, Friedrich Delekat und Bischof Wurm die kirchliche Lage beraten hatte, traf er am 19. Juli 1945 in Dresden ein.
Am 21. Juli 1945 gehörte er mit Hugo Hickmann zu den Gründern der CDU in Dresden. Er wurde Mitglied der Volkssolidarität, des FDGB, der DSF und des Kulturbundes. Er war von August 1945 bis Februar 1946 Landesgeschäftsführer und ab Ende 1945 Beisitzer des CDU-Landesvorstandes Sachsen sowie von Oktober 1945 bis 1946 Erster Vorsitzender des CDU-Kreisverbandes Dresden-Stadt.
Von Oktober 1945 bis 1950 fungierte er auch als Vorsitzender der Volkssolidarität in Sachsen. Von 1946 bis 1950 war er Bürgermeister in Dresden und Dezernatsleiter für Arbeit und Sozialfürsorge. Von März 1951 bis Juli 1952 gehörte er als Mitglied der CDU-Fraktion dem Sächsischen Landtag und von August 1952 bis Oktober 1954 als Abgeordneter dem Bezirkstag Dresden an. Gleichzeitig war er Mitglied des CDU-Bezirksvorstandes Dresden und Stadtverordneter in Dresden. Als Verlagsleiter förderte er den Aufbau der Tageszeitung Die Union.

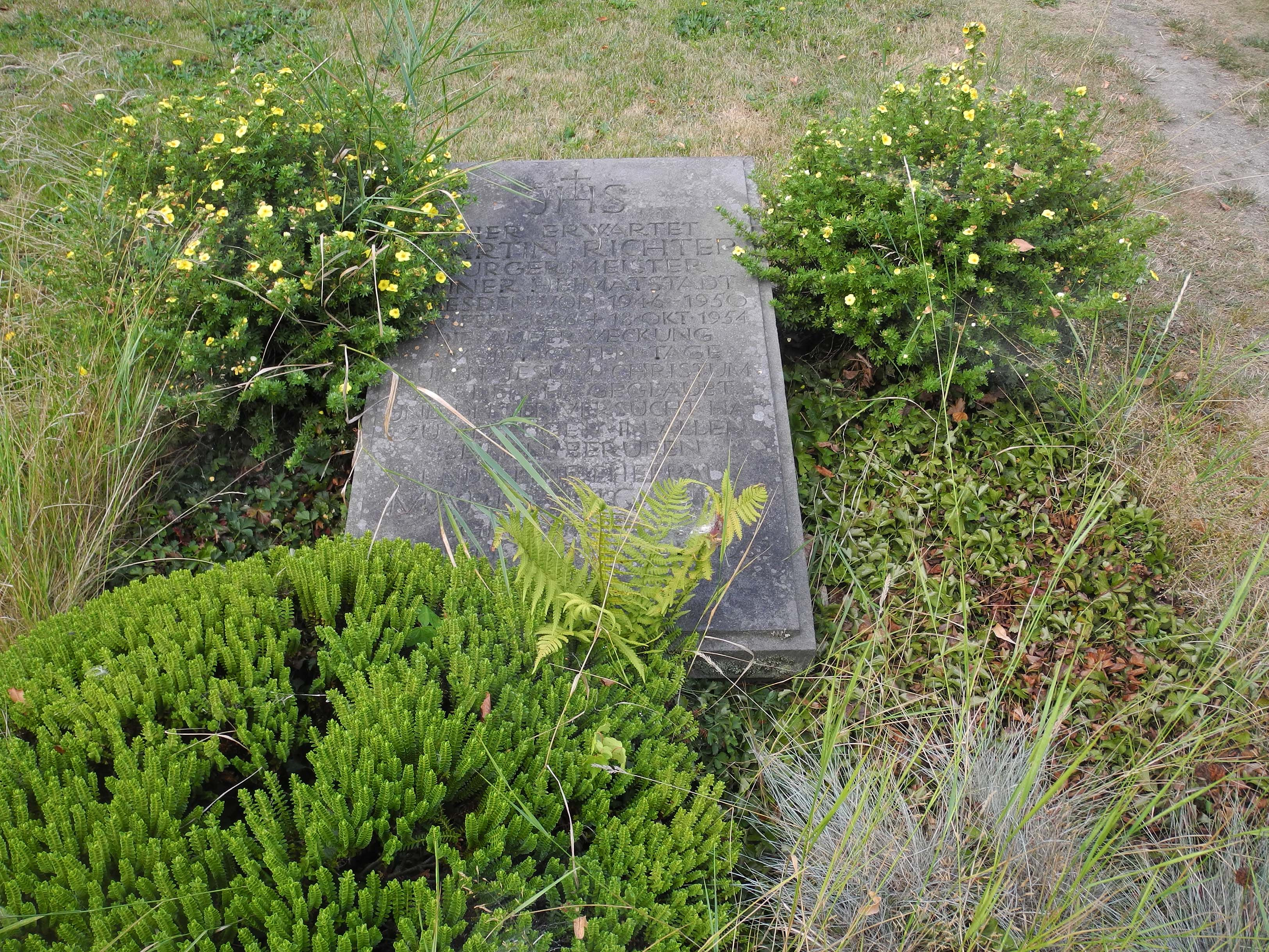
Grab von Martin Richter auf dem Bühlauer Friedhof

Ab 1948 war er Mitglied im Synodalausschuss der Evangelisch-Lutherischen Landeskirche. Außerdem gehörte er der Generalsynode der Evangelischen Kirche Deutschlands und der Synode der Sächsischen Landeskirche an. Im September 1954 nahm er als Delegierter am 7. Parteitag der CDU in Weimar teil.
Richter starb im Alter von 68 Jahren und wurde auf dem Friedhof Dresden-Bühlau beigesetzt.